# The Cost of Knowledge
The Cost of Knowledge (в переводе с англ. — «Цена знаний»)  – протест учёных и исследовательских организаций против коммерческой политики научного издательства Elsevier. Бойкот начался в 2012 году со статьи в персональном блоге филдсовского медалиста Тимоти Гауэрса «Elsevier: моя роль в его крахе». Математик призывал отказаться от публикации, рецензирования и редакторской работы в издаваемых Elsevier журналах в качестве протеста против роли издательства в установлении высоких цен на институциональные подписки, формировании олигополии в научно-издательской сфере и лоббизме законопроекта Research Works Act.
Сообщение получило широкую огласку, и в этот же день один из читателей Гауэрса создал сайт The Cost of Knowledge (в переводе с англ. — «Цена знания») для сбора подписей под петицией, призывающей к бойкоту Elsevier. Всего к маю 2022 года её подписали более 20 000 человек, среди которых видные учёные Оксфордского, Кембриджского, Гарвардского и Йельского университетов, а также филдсовские медалисты Тимоти Гауэрс, Венделин Вернер и Теренс Тао.
Протест The Cost of Knowledge привёл к тому, что в научном сообществе стали всё больше обсуждать необходимость реформирования системы публикации научных работ. По аналогии с «Арабской весной», первую половину 2012 года окрестили «Академической весной». Одним из самых явных последствий бойкота стал отказ Elsevier от поддержки законопроекта Research Works Act. Распространение информации о «Цене знаний» привело к нормализации выражения протеста против коммерческой политики издательств, протест против которой высказали редакторы Journal of Logical and Algebraic Methods in Programming, Topology, Elsevier Lingua, Journal of Informetrics. Также многие университеты, включая Гарвардский университет, Университет штата Луизиана и Калифорнийский университет, отказались от институциональной подписки издаваемых Elsevier журналов.

## Предпосылки

### Проблемы публикации научных работ

Логотип издательства Elsevier

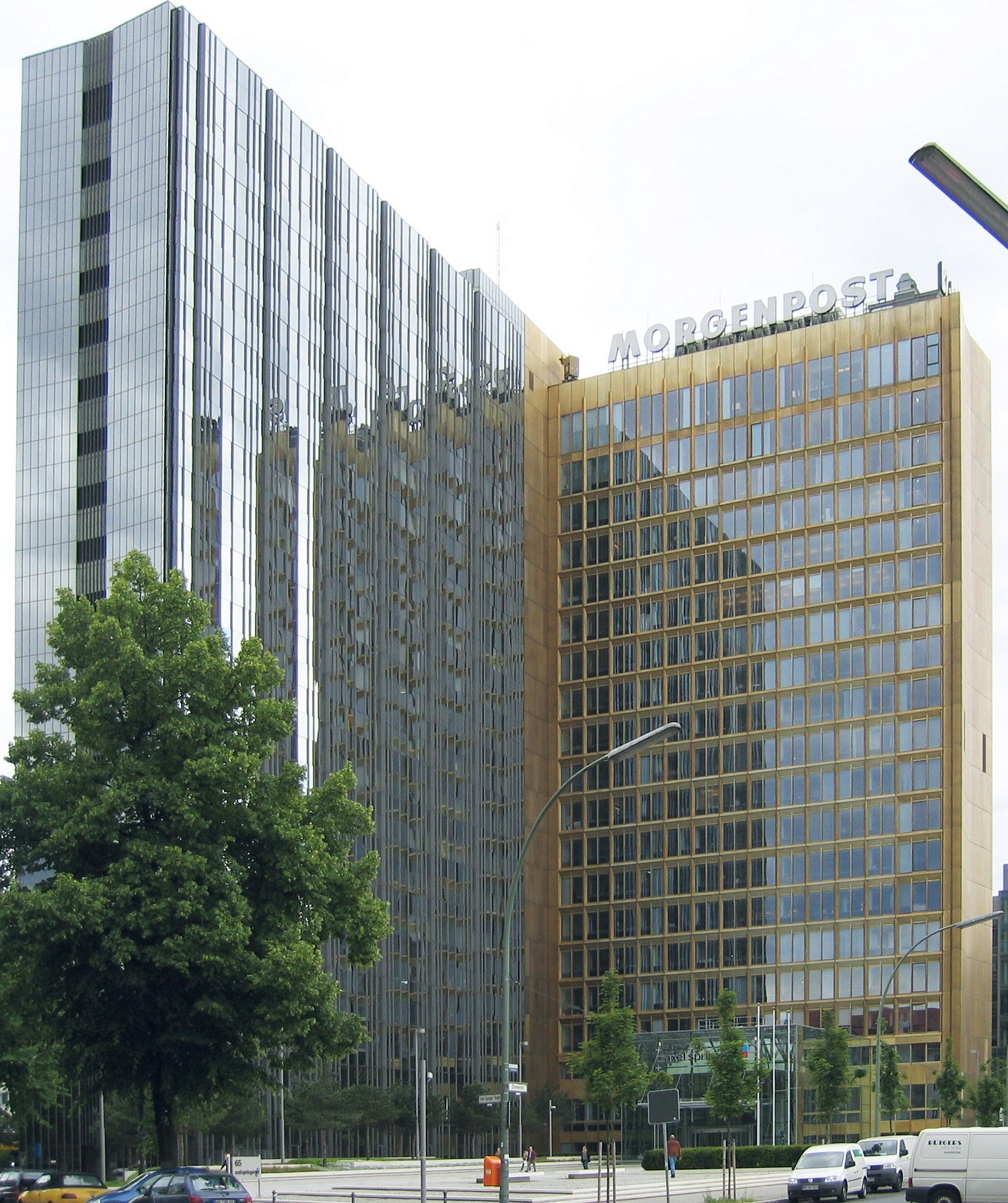
Главный офис издательства Springer в Берлине, 2005 год

Карьера современных исследователей во многом зависит от количества и качества их научных публикаций — чем больше работ выходит в престижных журналах,  тем выше вероятность получить гранты и постоянную позицию в университете. При этом с момента подачи рукописи до её выхода в печать может пройти несколько лет, так как каждая статья проходит анонимное рецензирование внешними экспертами и корректировку по полученным комментариям. Как авторы, так и рецензенты выполняют всю работу бесплатно.
Когда рукопись одобрена и права на нее переданы издательству, оно ограничивает доступ с помощью пейволла, продавая  институциональные (для университетских библиотек) и индивидуальные (для неаффилированных учёных или энтузиастов) подписки по высоким ценам. Так, годовой доступ к журналу по органической химии Tetrahedron уже в 2012-м обходился одному университету в $20 269, а доступ к Biochimica et Biophysica Acta – в €18 710. На момент начала бойкота The Cost of Knowledge большинство британских университетов были вынуждены платить коммерческим научным издательствам £4-6 млн ежегодно, при этом  с каждым годом эта сумма росла. Система подписок позволяет участникам научно-издательского бизнеса получать максимальную прибыль при минимальных затратах и увеличивает зависимость научного мира от них. Так, в 2015 году издательство Springer заблокировало доступ к базе данных научных статей для более чем 350 российских вузов и научно-исследовательских институтов, так как Российский фонд фундаментальных исследований задолжал изданию €890 тысяч из-за резкого падения курса рубля. На тот момент годовая подписка на издания Springer для российских учёных составляла €3,2 млн.
Elsevier является одним из четырёх крупнейших конгломератов научно-издательского бизнеса и одной из 500 крупнейших компаний в мире. В более 3000 журналов издательства ежегодно публикуется  около 500 000 статей. Также в число конгломератов входят Springer, Wiley и Informa. На них приходится до 70 % всех статей в социальных науках, а в естественных – около 50 %. При этом их средняя маржа составляет примерно 40 %, что сопоставимо или даже превышает доходность таких технологических компаний, как Apple, Alphabet или Amazon. В 2010 году Elsevier сообщил о прибыли в размере £724 млн при выручке чуть более £2 млрд. В 2018 году прибыль Elsevier превысила £900 млн.
Для увеличения своих продаж коммерческие научные издательства внедряют разнообразные маркетинговые стратегии. Одной из самых распространённых является так называемая  «пакетная подписка» –  университетские библиотеки могут приобрести по скидочной цене доступ сразу к нескольким десяткам изданий. В 1990-х и начале 2000-х годов такое предложение считалось выгодным, и множество университетов оформило крупные сделки с издательствами, из-за чего в период с 1986 по 2011 год серийные коллекции в университетских библиотеках увеличились почти в пять раз. Однако со временем ценность «пакетных сделок» стала менее очевидной. Издатели ежегодно поднимали цены на 5-15%, в частности из-за необходимости продавать подписки на новые. В результате значительная часть бюджета библиотек уходила на пакетные подписки, хотя многие из журналов в «наборе» даже не отвечали исследовательским интересам университета. В 1986 году средняя сумма, потраченная на журналы 34 университетскими библиотеками США, составляла $1 420 000. В течение последующих 25 лет она увеличилась на 223 % и в 2011 году составила $3 661 000.
В 2012-м Elsevier публично поддержало законопроект Research Works Act (RWA), вынесенный в декабре 2011 года на обсуждение в Палату представителей США республиканцем Даррелом Исса. Документ содержал положения, которые запрещали свободное распространение результатов исследований, выполняемых на бюджетные средства.   Это запретило бы всем федеральным учреждениям требовать размещение работ сотрудников в открытом доступе без соответствующего разрешения издателя. RWA был направлен против политики Национальных институтов здравоохранения США (NIH), согласно которой получатели грантов NIH были обязаны разместить копии своих статей в PubMed Central не позднее чем через год после публикации в журнале. Благодаря этой практике общественность получала доступ к новейшим исследованиям по биомедицине.

### Первые протесты
Начиная с середины 1990-х годов исследователи и публичные интеллектуалы по всему миру обсуждали необходимость внедрения принципов открытого доступа к научному знанию. Поводом для этого стало постоянное повышение цен коммерческими издателями – только с 1975 по 1995 год они выросли на 200—300 % сверх инфляции. 2001 год считается началом движения за открытую науку, принципы которой были определены в Будапештской инициативе открытого доступа, Берлинской декларацией и Бетесдским заявлением.
В 2000 году редакция выпускаемого Elsevier журнала Journal of Logical and Algebraic Methods in Programming в полном составе ушла в отставку, назвав главной причиной постоянное повышение цен на институциональные подписки. Позднее коллектив основал издание Theory and Practice of Logic Programming. Журнал выходил под началом издательства Кембриджского университета и стоил на 45 % меньше, чем Journal of Logical and Algebraic Methods in Programming. В октябре 2006 года аналогичный шаг сделала редакция другого журнала Elsevier  – Topology, объяснив решение разрушительным воздействием политики издательства на репутацию топологии среди математического научного сообщества. Несмотря на сделку 2004 года по сокращению стоимости институциональной подписки между Советом директоров Topology и Elsevier, снижение цены на отдельное издание не ощутилось из-за распространённости «пакетных сделок». На тот момент стоимость годовой подписки на Topology составляла около $100 для частных лиц и $1665 для учреждений. В январе 2007 года редакторы создали новый журнал Journal of Topology, выпускаемый под эгидой некоммерческой организации «Лондонское математическое общество»  и издательства Оксфордского университета. Представитель Elsevier сожалел о принятом редакционной коллегией решении, хотя называл обвинения в адрес издательства не справедливыми, поскольку компания уже много лет придерживается политики по снижению цен на подписки.
В начале 2010-х годов отдельные университеты начали расторгать контракты с коммерческими издательствами. В 2011-м это сделал итальянский университет Istituto Superiore di Sanità, объяснив своё решение постоянным ростом стоимости «пакетных»  подписок.

## События 2012 года

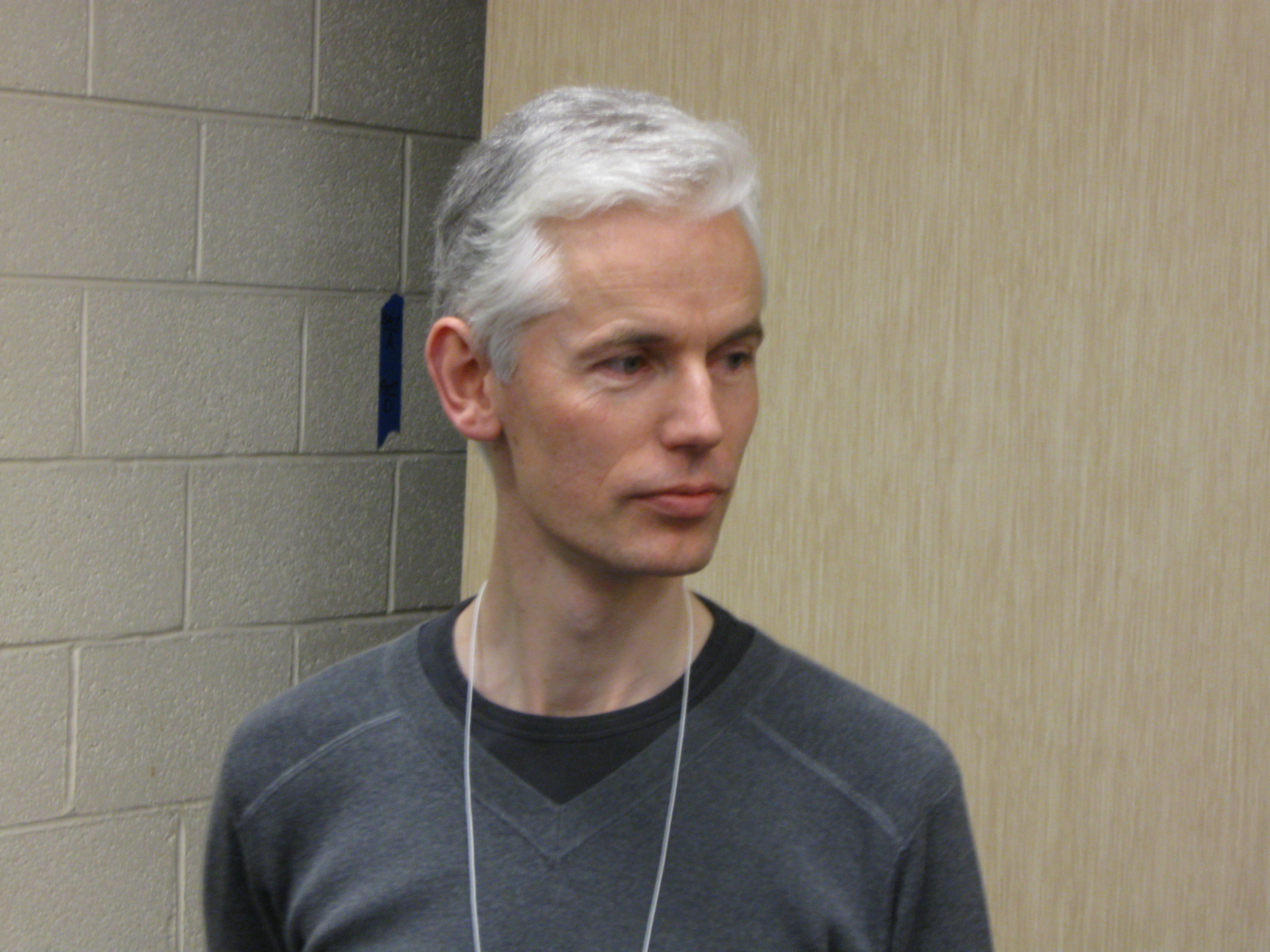
Математик Тимоти Гауэрс в 2009 году

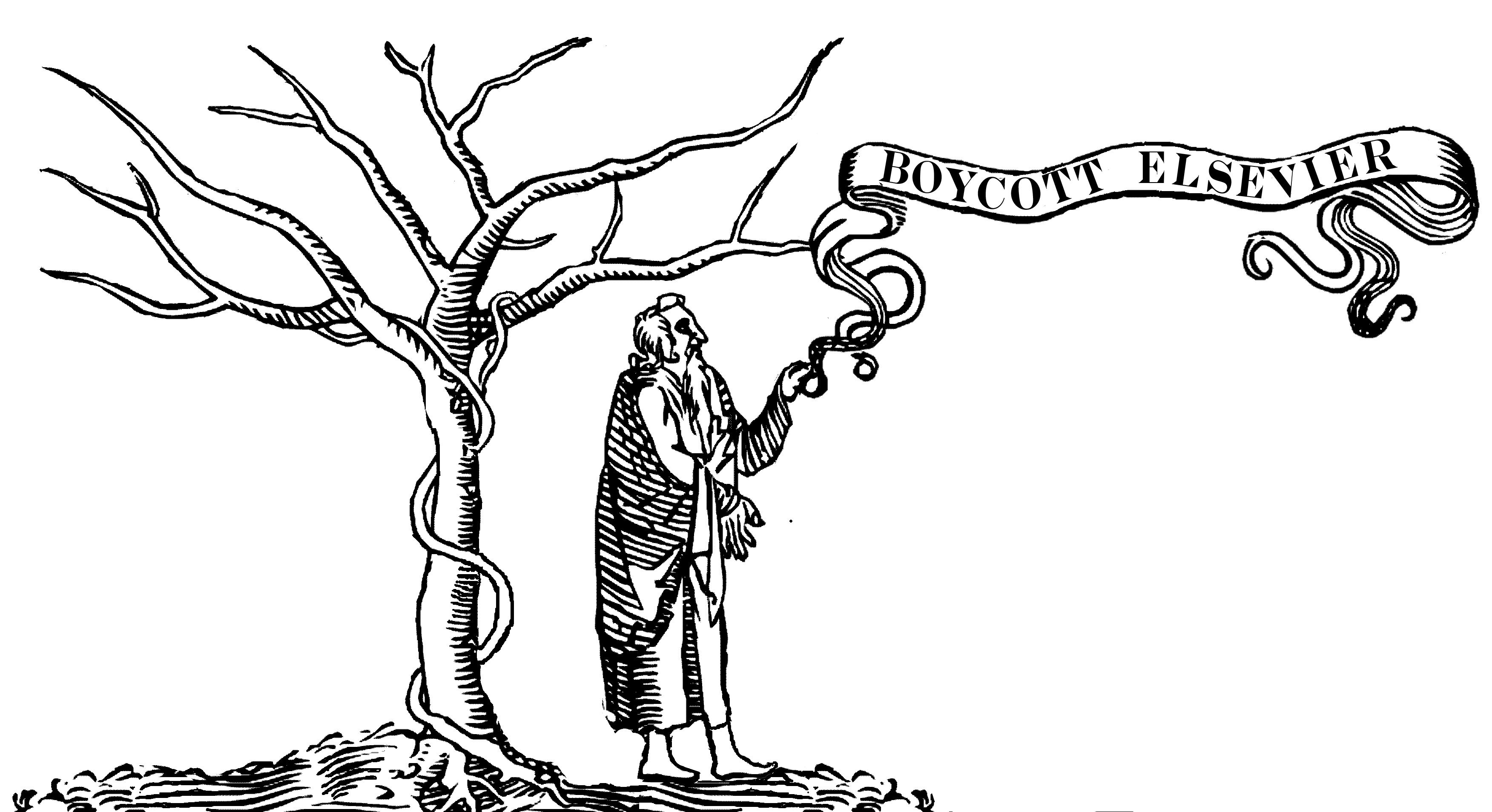
Изображение, призывающее к бойкоту Elsevier. Засыхающее дерево отсылает к логотипу издательства, 2012 год

21 января 2012 года кембриджский математик и филдсовский медалист Тимоти Гауэрс опубликовал в своём блоге статью под заголовком «Elsevier: моя роль в его крахе». По мнению Гауэрса, издательство препятствуют распространению научного знания, участвуя в установлении высоких цен на подписки, способствуя олигополии в научно-издательской сфере, лоббируя RWA.
[...] Elsevier – не единственный издатель, виновный в подобных действиях, но самый злостный нарушитель. [...] Я не только собираюсь отказаться от любых форм сотрудничества с Elsevier, но и делаю это публично. Я далеко не первый человек, решившийся на это, но чем больше из нас поступит так же, тем более социально приемлемым станет этот шаг, и это главная причина, по которой я пишу этот пост».Тимоти Гауэрс
Пост Гауэрса вызвал широкий резонанс и собрал тысячи реакций. В этот же день один из его читателей создал The Cost of Knowledge (в переводе с англ. — «Цена знания») — сайт по сбору подписей под петицией, призывающей к бойкоту Elsevier за «непомерно высокие» цены. Пользователи, среди которых были ведущие учёные  из Оксфордского, Кембриджского, Гарвардского и Йельского университетов, а также филдсовские медалисты Тимоти Гауэрс, Венделин Вернери Теренс Тао, публично отказались от публикации и рецензирования работ для Elsevier до тех пор,  пока издательство не изменит свою политику радикальным образом.
Уже спустя десять дней после запуска в списке было около 3000 имён, а через три недели – 5700. Заявление также подписала президент Международного математического союза Ингрид Добеши, учёные Дьюкского университета Лариса Болдридж, Эрик Баттер, Марк Ивен, экономист Рой Ваунтрауб . На апрель 2012 года свою подпись оставили практически 9000 исследователей. Весной протест поддержал один из крупнейших неправительственных спонсоров медицинских исследований Wellcome Trust. На начало мая 2022 года петицию подписали больше 20,000 человек.

## Влияние
Благодаря протесту The Cost of Knowledge в научном сообществе стали всё больше обсуждать необходимость реформирования системы публикации научных работ. По аналогии с «Арабской весной», первую половину 2012 года окрестили «Академической весной». На годовщину с начала протестной акции Гауэрс написал в своём блоге: «В одном отношении бойкот оказался безусловно успешным: он помог сообществу лучше осознать проблемы, связанные с системой академических публикаций. И мы верим, что это поможет достичь успеха новым альтернативным инициативам».
Мы видели, как издатели и научные сообщества поддерживают лежащие в основе законопроекта принципы. Однако мы также видели, как некоторые авторы, редакторы и рецензенты журналов Elsevier обеспокоены тем, что Закон кажется несовместимым с давней поддержкой Elsevier расширения  бесплатного и недорогого публичного доступа к научной литературе. Это, конечно же, не являлось нашей целью. Более того, это противоречит нашему стремлению обеспечить широкий доступ к опубликованным исследованиям, мы продолжаем расширять возможности доступа для авторов и разрабатываем передовые технологии, позволяющие обмениваться результатами исследований и распространять их. В то время как мы продолжаем выступать против правительственных мандатов в этой области, Elsevier отказывается от поддержки самого Законопроекта об исследовательской работе. Мы надеемся, что это решит некоторые из высказанных опасений и поможет создать менее накалённый и более продуктивный климат для наших текущих дискуссий со спонсорами исследований.
Одним из самых явных последствий бойкота стал отказ Elsevier от поддержки законопроекта Research Works Act. В конце февраля 2012 года издательство опубликовало открытое письмо, в котором заявило о намерении постепенно снижать стоимость институциональных подписок, а также выкладывать в свободный доступ архивы отдельных журналов.
В 2016 году Гауэрс стал инициатором запуска нового онлайн-журнала по математике Discrete Analysis. Издание предлагает альтернативную систему публикации научных работ – пользователи могут одновременно размещать свои работы в репозитории Arxiv.org для открытого рецензирования другими исследователями. Discrete Analysis выпускается без издателей-посредников, доступ к нему бесплатный.
Однако некоторые исследователи считают, что бойкот практически не повлиял на работу Elsevier. В 2012 году, когда начался сбор подписей The Cost of Knowledge, скорректированная операционная прибыль Elsevier составила £780 млн. Несмотря на то, что петиция собрала более 17 000 сторонников, к 2018 году прибыль издательства выросла до £942 млн. Исследование 2016 года показало, что около 40 % подписавших петицию нарушили обещание и опубликовали свои работы в Elsevier. Скорее всего, это связано с тем, что для исследователей последствия бойкота более серьёзны, чем для издательства – лишая себя площадок для публикации, многие рискуют карьерой.
Бойкот привёл к нормализации протестов против коммерческой политики издательств. Многие последовали примеру редакций Journal of Logical and Algebraic Methods in Programming и Topology, и также стали покидать свои посты. Так, в 2016 году вся редакция журнала Elsevier Lingua подала в отставку и основала новый журнал с открытым доступом под названием Glossa. В 2019-м в отставку подала редакция Journal of Informetrics, создав альтернативный журнал Quantative Science Studies (QAA) при финансовой поддержке библиотек Массачусетского технологического института и Немецкой национальной научно-технической библиотеки (TIB). Обычно для размещения статьи в открытом доступе авторы оплачивают однократный взнос, однако TIB инвестировала более 115 000 евро, чтобы отменить эти затраты для всех авторов в течение первых трёх лет.
Множество университетов начало отказываться от институциональных подписок журналов Elsevier. В 2018 году Гарвардский университет призвал своих сотрудников выкладывать исследования в открытый доступ и отказаться от публикаций в любых журналах, использующих пейволл. Библиотека университета известила 2100 преподавателей и научных сотрудников, что университет больше не может продлевать институциональные подписки крупных издательств из-за их постоянного повышения цен — счета Гарварда превышали  $3,5 млн. В 2019 году  Калифорнийский университет (UC) объявил, что перестанет продлевать подписку на журналы Elsevier. UC стал крупнейшим образовательным учреждением США, бойкотировавшим Elsevier – на систему из 10 университетов приходилось почти 10% всей издательской продукции. В июне того же года Университет штата Луизиана расторг пакетный договор с Elsevier. На протяжении десятилетий университет подписывался на набор из примерно 1800 наименований электронных журналов от Elsevier, однако растущая цена вынудила университет отменить сделку и вместо этого оформлять индивидуальные годовые подписки на отдельные журналы.  В 2020 году Массачусетский технологический институт также не пришёл к соглашению с Elsevier о заключении нового контракта с журналами. С 2016 года более 200 университетов и исследовательских центров по всей Германии объявили об отмене подписок на Elsevier в рамках инициативы Project DEAL, требующей от коммерческих издательств предоставления национальной лицензии и открытого доступа ко всем исследованиям, публикуемым немецкими исследователями. В число поддержавших Project DEAL институций вошли Общество Макса Планка, Свободный университет Берлина, Берлинский университет имени Гумбольдта, Берлинский технический университет, Шарите. Число «протестующих»  университетов продолжает расти. Только в 2021 году от подписок на Elsevier или Springer отказались 13 образовательных учреждений по всему миру, в том числе  Миссурийский и Виргинский университеты.
По причине растущего недовольства со стороны исследовательского сообщества, Elsevier был вынужден пойти на уступки. Так, в марте 2019 года консорциум норвежских образовательных учреждений заявил об отмене сделки с Elsevier, так как политика издательства далека от позиции страны в вопросах открытого доступа. Однако в итоге соглашение между сторонами было достигнуто – Elsevier согласился с тем, чтобы в рамках приобретённых подписок норвежские исследователи могут напрямую размещать свои работы в открытом доступе (без уплаты отдельных взносов за публикацию). Сделка  «читай и публикуй»  обошлась консорциуму в $10,1 млн, что только на 3 % превышало предыдущую договорённость, которая не учитывала расходы на публикацию в открытом доступе. В ноябре 2019 года такое же соглашение было подписано между издательством и  Университетом Карнеги-Меллона. К такой же договорённости с Elsevier в итоге пришёл и Калифорнийский университет, заявивший о подписании нового соглашения в марте 2021 года. Всем авторам UC предоставлена возможность публиковать принятые в журналах Elsevier в открытом доступе за ежегодную институциональную подписку в $10,7 млн.